# Cochoa
Cochoa is een geslacht van vogels uit de familie van de lijsters (Turdidae). De wetenschappelijke naam van het geslacht is voor het eerst geldig gepubliceerd in 1836 door Hodgson.
Deze lijsterachtigen hebben het formaat van een merel, maar zijn vaak fraai gekleurd met veel blauw of groen in het verenkleed. Het zijn vogels die leven in dichte vegetatie van montaan bos in berggebieden van tropisch Azië.  De Javaanse blauwe cochoa en de Sumatraanse blauwe cochoa zijn nauw verwant; het zijn kwetsbare soorten waarvan het leefgebied door ontbossing wordt aangetast. 

## Soorten
De volgende soorten zijn bij het geslacht ingedeeld:
- Cochoa azurea – Javaanse blauwe cochoa
- Cochoa beccarii – Sumatraanse blauwe cochoa
- Cochoa purpurea – Purpercochoa
- Cochoa viridis – Groene cochoa